# Heinz-Otto Sieburg
Heinz-Otto Sieburg (* 16. Dezember 1917 in Herne; † 7. November 2003 in Saarbrücken) war deutscher Neuzeithistoriker und Autor. Er befasste sich besonders mit den Deutsch-französischen Beziehungen.

## Leben
Sieburg war Sohn des Studienrats Erich Sieburg (1878–1947) und wuchs im Umfeld der Kohle- und Montanindustrie auf. Ab Januar 1923 erlebte er die Ruhrbesetzung der Franzosen. 1937 legte er sein Abitur ab und studierte Geschichte, Philosophie, Kunstgeschichte und neuere deutsche Literatur zunächst an der Universität Münster und dann in Berlin. Das Studium wurde 1938/39 von einem neunmonatigen Arbeitsdienst unterbrochen. 1941 promovierte er mit der Dissertation „Das Erwachen des politischen Bewußtseins in Deutschland zwischen 1815 und 1848 im Spiegel des Griechenbildes“. Anschließend wurde er zur Marine einberufen und im französischen Angers stationiert. Ab 1958 war Sieburg Professor für Neuere Geschichte mit dem Schwerpunkt deutsch-französische Beziehungen an der Universität des Saarlandes.

## Werk
Seine ersten Werke erschienen nach dem Krieg und beschäftigten sich mit seiner Geburtsstadt Herne und der Mentalitätsgeschichte der Bergleute im Ruhrgebiet. Sieburg war frankophil eingestellt; der Autor des Werkes Gott in Frankreich (französisch „Dieu est-il Français?“) (1929) war sein Onkel Friedrich Sieburg (1893–1964). Im Mittelpunkt von Sieburgs Gesamtwerk steht die komplexe Beziehung der beiden mitteleuropäischer Völker.
Zu seinen wichtigsten Werken zählt das zweibändige Werk Deutschland und Frankreich in der Geschichtsschreibung des 19. Jahrhunderts (1954, 1958), das heute als Standardwerk gilt und in dem er den Mythos der deutsch-französischen Erbfeindschaft widerlegt. Während der 25 Jahre seiner Lehrtätigkeit in Saarbrücken gab Sieburg zahlreiche weitere Werke heraus, darunter eine soziologische Untersuchung zum Thema Bergbau.
In seinem Buch über Die Grubenkatastrophe von Courrières 1906 beschreibt er die Arbeit der deutschen Rettungsmannschaften beim Grubenunglück, bei der annähernd 1100 Kumpel ums Leben kamen und die von der französischen Presse ausdrücklich gewürdigt wurde. Die 1954 eingegangene Städtepartnerschaft zwischen den Bergarbeiterstädten Hénin-Beaumont und Herne rührt aus diesem Ereignis.

## Schriften (Auswahl)
- Deutschland und Frankreich in der Geschichtsschreibung des 19. Jahrhunderts. Steiner, Wiesbaden 1954/58.
- mit Peter Richard Rohden: Politische Geschichte Frankreichs. Zweite, neubearbeitete und erweiterte Auflage. Bibliographisches Institut, Mannheim 1959.
- Grundzüge der französischen Geschichte. Wissenschaftliche Buchgesellschaft, Darmstadt 1966 (4. überarb. Aufl. 1997).
- Die Grubenkatastrophe von Courrières 1906. Steiner, Wiesbaden 1967.
- Napoleon und Europa. Kiepenheuer u. Witsch, Köln 1971.
- Geschichte Frankreichs. Kohlhammer Verlag, Stuttgart 1975 (5. erw. Aufl. 1995).